# Antoni Zygmunt Downarowicz
Antoni Zygmunt Downarowicz (ur. 24 maja 1881 w Anielowie, zm. 20 lipca 1944 w Pyszkach) – polski inżynier technolog, budowniczy, architekt, kawaler Orderu Virtuti Militari.

## Życiorys
Syn Witolda Downarowicza h. Przyjaciel i Marii z Sienkiewiczów. Urodził się 24 maja 1881 w majątku Anielów, gmina Pogiry. Absolwent Petersburskiego Instytutu Technologicznego.
W latach 1923–1924 dyrektor Urzędu Odbudowy Wilna, budowniczy wielu mostów (m.in. mostu na Wilii w Niemenczynie) oraz szeregu budowli wodnych, wykonał także projekt kościoła parafialnego w Rzeszy k. Wilna. Był Kierownikiem Państwowego Zarządu Wodnego w Augustowie, Starszym Inżynierem Dyrekcji Dróg Wodnych Dniepr–Dźwina oraz Kierownikiem VII Odcinka Dróg Wodnych w Grodnie.
Służba wojskowa: 1915–1921, podporucznik Wojsk Litwy Środkowej.
Służba cywilna:
1921–1923: Okręgowa Dyrekcja Odbudowy w Wilnie;
1924–1927: Izba Okręgowa Kontroli Państwa w Wilnie;
1927–1933: Dyrekcji Dróg Wodnych w Wilnie;
1933–1937: Urząd Wojewódzki w Brześciu nad Bugiem;
1937–1940: Państwowy Zarząd Wodny w Augustowie;
1940–1944: Zarząd Dróg Wodnych w Grodnie.
Został zamordowany (rozstrzelany) przez NKWD we wsi Pyszki koło Grodna w dniu 20 lipca 1944, w czasie próby przedostania się do dowództwa Okręgu Wileńskiego Armii Krajowej wraz z dokumentacją dróg i budowli wodnych rejonu Kanału Augustowskiego i Niemna.

## Ordery i odznaczenia
- Krzyż Srebrny Orderu Virtuti Militari (1920)
- Krzyż Walecznych (1920)
- Krzyż Zasługi (1937)
- Medal Dziesięciolecia Odzyskanej Niepodległości (1929)

## Życie prywatne
Miał dwie siostry Janinę i Marię. W 1924 ożenił się z Antoniną z domu Charytonowicz h. Charyton.

## Upamiętnienie
W listopadzie 2018 w Augustowie przy ul. 29 Listopada odsłonięto obelisk poświęcony pamięci inż. Antoniego Zygmunta Downarowicza.